# Telenet-Fidea/Saison 2011
Dieser Artikel listet Erfolge und Mannschaft des Radsportteams Telenet-Fidea in der Saison 2011 auf.

## Erfolge in der UCI Europe Tour
| Datum    | Rennen                      | Kat. | Fahrer      |
| -------- | --------------------------- | ---- | ----------- |
| 18. Juni | 6. Etappe Serbien-Rundfahrt | 2.2  | Tom Meeusen |

## Erfolge im Cyclocross 2010/2011
| Datum         | Rennen                                                            | Fahrer            |
| ------------- | ----------------------------------------------------------------- | ----------------- |
| 25. September | TOI TOI Cup, Stříbro                                              | Zdeněk Štybar     |
| 28. September | TOI TOI Cup, Louny                                                | Zdeněk Štybar     |
| 3. Oktober    | GvA Trofee - Cyclocross International de la Ville de Namur, Namur | Zdeněk Štybar     |
| 10. Oktober   | Superprestige - Topsport Vlaanderen Trofee, Ruddervoorde          | Zdeněk Štybar     |
| 14. Oktober   | Kermiscross, Ardooie                                              | Zdeněk Štybar     |
| 17. Oktober   | UCI-Weltcup, Aigle                                                | Zdeněk Štybar     |
| 17. Oktober   | Cyclocross International Aigle, Aigle (U23)                       | Vincent Baestaens |
| 24. Oktober   | UCI-Weltcup, Plzeň                                                | Zdeněk Štybar     |
| 26. Oktober   | Nacht van Woerden, Woerden                                        | Tom Meeusen       |
| 31. Oktober   | Superprestige Zonhoven, Zonhoven                                  | Zdeněk Štybar     |
| 20. November  | Gva Trofee - Grote Prijs van Hasselt, Hasselt                     | Kevin Pauwels     |
| 21. November  | Superprestige Gavere, Gavere (U23)                                | Vincent Baestaens |
| 28. November  | Internationale Super Prestige Cyclocross Gieten, Gieten           | Tom Meeusen       |
| 11. Dezember  | Slowakische Meisterschaft                                         | Róbert Gavenda    |
| 19. Dezember  | UCI-Weltcup, Kalmthout                                            | Tom Meeusen       |
| 30. Dezember  | Sylvester Cyclocross, Bredene                                     | Zdeněk Štybar     |
| 8. Januar     | Tschechische Meisterschaft                                        | Zdeněk Štybar     |
| 9. Januar     | Schweizer Meisterschaft (U23)                                     | Arnaud Grand      |
| 16. Januar    | UCI-Weltcup, Pontchâteau                                          | Kevin Pauwels     |
| 22. Januar    | Kasteelcross Zonnebeke, Zonnebeke                                 | Rob Peeters       |
| 5. Februar    | Gva Trofee - Krawatencross, Lille                                 | Kevin Pauwels     |
| 13. Februar   | Internationale Cyclocross Heerlen Grote Prijs Heuts, Heerlen      | Kevin Pauwels     |
| 19. Februar   | Cauberg Cyclocross, Valkenburg aan de Geul                        | Bart Wellens      |

## Abgänge – Zugänge
| Zugänge                     | Team 2010                    | Abgänge                     | Team 2011                 |
| --------------------------- | ---------------------------- | --------------------------- | ------------------------- |
| Joeri Adams (ab 01.03.)     | Rabobank-Giant Off-Road Team | Vincent Baestaens           | Team KDL Trans-Your Mover |
| Arnaud Jouffroy (ab 01.06.) | BKCP-Powerplus               | Kacper Szczepaniak          | Unbekannt                 |
|                             |                              | Wouter Van Mechelen         | Unbekannt                 |
|                             |                              | Kevin Pauwels (bis 28.02.)  | Sunweb-Revor              |
|                             |                              | Zdeněk Štybar (bis 28.02.)  | Quickstep Cycling Team    |
|                             |                              | Petr Dlask (bis 28.02.)     | Rubena Birell Specialized |
|                             |                              | Róbert Gavenda (bis 31.07.) | KDL Trans-Landbouwkrediet |

## Mannschaft
| Name             | Geburtstag       | Nationalität |
| ---------------- | ---------------- | ------------ |
| Joeri Adams      | 15. Oktober 1989 | Belgien      |
| Micki van Empel  | 24. Juli 1990    | Niederlande  |
| Arnaud Grand     | 28. August 1990  | Schweiz      |
| Karel Hník       | 9. August 1991   | Tschechien   |
| Arnaud Jouffroy  | 21. Februar 1990 | Frankreich   |
| Corné van Kessel | 7. August 1991   | Niederlande  |
| Tom Meeusen      | 7. November 1988 | Belgien      |
| Rob Peeters      | 2. Juli 1985     | Belgien      |
| Bart Wellens     | 10. August 1978  | Belgien      |

## Platzierungen in UCI-Ranglisten
UCI Europe Tour 2011
|      | Fahrer       | Punkte |
| ---- | ------------ | ------ |
| 229. | Tom Meeusen  | 69     |
| 805. | Arnaud Grand | 11     |